# Jiaxiang
Jizang (Jiaxiang ili Gospodar Jiaxiang) (549–623) bio je kineski budistički redovnik i učenjak koji se smatra osnivačem Škole tri traktata. Također je poznat i pod imenima Jiaxiang ili Gospodar Jiaxiang (嘉祥, Chia-hsiang), jer je slavu stekao u Hramu Jiaxiang.

## Vanjske poveznice
- Allen Fox article na stranicama sveučilišta "University of Delaware"
- Zapis na "Soka Gakkai Dictionary of Buddhism"[neaktivna poveznica]
- Chi Tsang autor Lin Sen-shou, na stranicama centra "Tzu Chi Humanitarian Centre"